# Radiestezija
Radiestezija (iz radiation, žarčenje in grške besede aisthesis, občutenje) je zmožnost zaznavanja »sevanja« živih organizmov, mrtvih organizmov in predmetov ter mineralov. Spada v področje paranormalnih ali parapsiholoških pojavov pri določenem številu ljudi. Pojav je bil znan že pri najstarejših ljudstvih, Perzije, Egipta, Indije, Kitajske, Grčije, vse do današnjih dni. Tudi v Evropi so živela ljudstva, ki so bila poleg Grkov dobra v tej dejavnosti, znani sta zlasti Etruščani in Kelti. Sedanji termin se je pričel uporabljati v Evropi po letu 1930. Francoski opat Mermet je leta 1920 pričel po francoskih bolnišnicah diagnosticirati bolnike s pomočjo nihala in svoja dognanja zapisal v knjigo Principi in praksa radiestezije (Principles and Practice of Radiesthesia).
Radiestezija obsega meritev zemeljskih pasov, podvodnih sevanj in več. Najbolj znani sta dve vrsti zemeljskih sevanj, Hartmann sevanje in Curry sevanje ter podvodni tokovi. Ta sevanje potekajo po celotni zemeljski obli in sestavljajo mrežo. S pomočjo te mreže se živali kot so ptice, mački, mravlje ipd orientirajo v svetu in vedno hitro najdejo pot domov ali pot do želene destinacije.

## Razvoj radiestezije na Slovenskem
Obstajajo pisani viri o zgodnjem obstoju radiestezije na Slovenskem s poimenovanjem bajaličarstvo. Uporabljali so ga iskalci vode, rud, zakladov itd. Opise bajaličarstva je dal že Janez Vajkard Valvasor v svojem velikem književnem delu Slava vojvodine Kranjske. V dvajsetem stoletju so se na Slovenskem resno ukvarjali z radiestezijo elektro inženir Geč, Pavel Matej Rak, Stane Andrej Oblak, kateri so napisali tudi svoje učbenike za to dejavnost.